# 松田聖子 スーパー・ヒットコレクション
『松田聖子 スーパー・ヒットコレクション』（まつだせいこ スーパー・ヒットコレクション）は、松田聖子の通算36,37枚目のベスト・アルバム。2012年2月23日発売。

## 解説
Vol.1と2を一緒に考えれば、およそ3か月前にリリースされたベスト・アルバム『SEIKO STORY〜80's HITS COLLECTION〜』と、30曲が重複している。本作収録曲の1980年代の曲は全て前作にも収録されていることになる。異なる点は、本作では1990年代の曲からも数曲選曲されていることである。
ジャケットはVol.1では「白いパラソル」Vol.2は「天使のウィンク」のジャケットのアナザー・ショットが用いられている（アップの倍率も異なる）。

## 収録曲

### Vol.1
1. 裸足の季節
2. 青い珊瑚礁
3. 風は秋色
4. チェリーブラッサム
5. 夏の扉
6. 白いパラソル
7. 風立ちぬ
8. 赤いスイートピー
9. 制服
「赤いスイートピー」B面。
10. 渚のバルコニー
11. 小麦色のマーメイド
12. 野ばらのエチュード
13. 秘密の花園
14. 天国のキッス
15. ガラスの林檎
16. SWEET MEMORIES
「ガラスの林檎/SWEET MEMORIES」2曲目。
17. 瞳はダイアモンド

### Vol.2
1. Rock'n Rouge
2. 時間の国のアリス
3. ピンクのモーツァルト
4. ハートのイヤリング
5. 天使のウィンク
6. ボーイの季節
7. 瑠璃色の地球
『SUPREME』収録曲。
8. Strawberry Time
9. Pearl-White Eve
10. Marrakech〜マラケッシュ〜
11. 抱いて…
『Citron』収録曲。
12. 旅立ちはフリージア
13. Precious Heart
14. きっと、また逢える…
15. 大切なあなた
16. 輝いた季節へ旅立とう
17. あなたに逢いたくて 2004
『Best of Best 27』に収録された「あなたに逢いたくて〜Missing You〜」の2004年ヴァージョン。